# Bilimono
Bilimono  è una città e sottoprefettura della Costa d'Avorio appartenente al dipartimento di Kong. Conta una popolazione di 19 873 abitanti (censimento 2014).